# Yoshiaki Komai
Yoshiaki Komai (jap. 駒井 善成, Komai Yoshiaki; * 6. Juni 1992 in Kyōto, Präfektur Kyōto) ist ein japanischer Fußballspieler.

## Karriere
Yoshiaki Komai erlernte das Fußballspielen in der Jugendmannschaft von Kyōto Sanga. Hier unterschrieb er 2011 auch seinen ersten Profivertrag. Der Verein aus Kyōto, einer Stadt im Südwesten der japanischen Hauptinsel Honshū, spielte in der zweiten japanischen Liga, der J2 League. Bis Ende 2015 bestritt er für Kyōto 171 Zweitligaspiele. 2016 nahm ihn der Erstligist Urawa Red Diamonds aus Saitama unter Vertrag. Im ersten Jahr wurde er mit Urawa Vizemeister der J1 League und stand im Finale des J. League Cup. Im Finale, das man im Elfmeterschießen gegen Gamba Osaka gewann, kam er nicht zum Einsatz. Im Jahr darauf gewann der Club die AFC Champions League. Hier besiegte man in zwei Finalspielen al-Hilal aus Saudi-Arabien. Auch hier stand er nicht im Kader. Die Saison 2018 wurde er an den Ligakonkurrenten Hokkaido Consadole Sapporo aus Sapporo ausgeliehen. Nach Ende der Ausleihe wurde er Anfang 2019 von Sapporo fest verpflichtet. Mit Sapporo stand er 2019 im Finale des J. League Cup. Das Endspiel verlor man gegen Kawasaki Frontale im Elfmeterschießen. Am Ende der Saison 2024 belegte er mit Hokkaido den 19. Tabellenplatz und musste somit in die zweite Liga absteigen. Nach dem Abstieg verließ er den Verein und schloss sich im Januar 2025 dem Erstligisten Yokohama FC an.

## Erfolge
Urawa Red Diamonds
- AFC-Champions-League-Sieger: 2017
- Japanischer Ligapokalsieger: 2016
- Japanischer Vizemeister: 2016

Hokkaido Consadole Sapporo
- Japanischer Ligapokalfinalist: 2019